# Le Moraliste
Pour plus de détails, voir Fiche technique et Distribution.
Le Moraliste (Il moralista) est un film italien réalisé par Giorgio Bianchi et sorti en 1959.
Le film constitue une critique de l'hypocrisie morale en vigueur dans certaines instances politiques italiennes.

## Synopsis
Agostino (Alberto Sordi) est secrétaire de l'Office International de la Moralité. Austère et particulièrement sévère, il se distingue publiquement par sa rigueur implacable en matière de censure de l'affichage cinématographique et dans la levée des sanctions à l'égard des boîtes de nuit. En réalité, c'est aussi un fournisseur privé de belles-de-nuit pour les plus florissants cabarets de Rome.

## Fiche technique
- Titre original : Il moralista
- Titre français : Le Moraliste[2]
- Réalisation : Giorgio Bianchi
- Sujet : Luciana Corda, Ettore Maria Margadonna
- Scénario : Rodolfo Sonego, Vincenzo Talarico
- Photographie : Alvaro Mancori - Noir et blanc
- Montage : Adriana Novelli
- Musique : Carlo Savina, Fred Buscaglione chante Il moralista
- Décors : Piero Filippone
- Production : Avers Films - Fabio Jegher
- Pays d'origine :  Italie
- Durée : 98 minutes
- Genre : Comédie
- Date de sortie :
  - Italie : 30 juin 1959

## Distribution
- Alberto Sordi : Agostino
- Vittorio De Sica : Le Président
- Franca Valeri : Virginia
- Gina Mattarolo : Eleonora
- Franco Fabrizi : Giovanni
- Piera Arico : la compagne de Giovanni
- Mara Berni : Vera Serni
- Lydia Simoneschi : la mère de Vera
- Christiane Nielsen : Marga
- Maria Perschy : Monique
- Renzo Cesana : le commissaire de police
- Sylvia Lopez : une jeune femme (non créditée)

## Autour du film
Il moralista a eu un parcours compliqué durant et après le tournage. Lors de sa sortie, fin juin 1959, le Ministère du Tourisme et du Spectacle italien interdit le film aux mineurs de moins de 16 ans, en insistant sur le fait, qu'à son avis, l'œuvre de Giorgio Bianchi donnait une piètre image de l'Italie et de ses représentants politiques. En outre, Alberto Sordi s'inspirait de la figure du dirigeant de la Démocratie chrétienne Agostino Greggi (it) (1920-2002) pour composer certaines scènes. Toutefois, ce dernier, comme le rappelle Rodolfo Sonego, n'était, en revanche, impliqué dans aucun scandale de cette sorte.
Le producteur, Fabio Jegher, fit appel d'un tel jugement en arguant qu'il avait effectué de sérieux et profonds remaniements dans le récit et les dialogues. Mais le Ministère demeura inflexible : en novembre de la même année, il maintint sa décision au motif qu'Il moralista se déroulait dans un milieu malsain et que l'action pourrait influer sur « l'âme des jeunes de façon négative ».